# Olaga intrång
Olaga intrång är i svensk rätt ett brott som innebär att en person obehörigen intränger eller kvarstannar på gårdsplan, bostad, kontor, fabrik, annan byggnad eller fartyg på upplagsplats eller annat sådant ställe. Den som begått olaga intrång kan dömas för olaga intrång till fängelse i högst ett år.

Med begreppet intränger menas att någon, som från början är obehörig tränger sig in. Att kvarstanna obehörigen innebär att någon från början haft tillstånd att komma in på platsen. Av någon anledning uppmanas personen i fråga att gå därifrån men vägrar göra detta.
Är brottet grovt, döms till fängelse i högst fyra år.